# 이브의 유혹 - 좋은 아내
"이브의 유혹 - 좋은 아내"(Temptation Of Eve: Good Wife)는 한국에서 제작된 곽정덕 감독의 2007년 드라마 영화이다. 진태현 등이 주연으로 출연하였고 김민기 등이 제작에 참여하였다.

## 출연

### 주연
- 진태현
- 진서연
- 안내상

### 조연
- 이지수
- 김경호

## 기타
- 제작총지휘: 허창
- 투자총괄: 최진희
- 프로듀서: 윤창업
- 프로듀서: 이승훈
- 제작실장: 송재영
- 제작부장: 양미숙
- 제작부: 신의현
- 제작부: 김선범
- 제작회계: 박현비
- 제작투자: 김성수
- 투자책임: 홍재희
- 제작관리부문: 이기승
- 제작관리부문: 류순균
- 제작관리부문: 강두영
- 제작관리부문: 강민하
- 제작관리부문: 서호진
- 제작관리부문: 박대현
- 제작관리부문: 정인영
- 제작관리부문: 이은주
- 제작관리부문: 김경미
- 촬영부: 윤구희
- 촬영부: 김홍은
- 촬영부: 송인수
- 조명: 배산
- 조명부: 최항규
- 조명부: 김대환
- 조명부: 윤정진
- 조명부: 김승민
- 연출부: 전우진
- 스크립터: 김민수
- 조감독: 손재혁
- 동시녹음: 조민호
- 붐오퍼레이터: 한병진
- 붐어시스턴트: 백희진
- 미술: 김수아
- 미술팀: 김희진 4
- 미술팀: 김선미
- 미술팀: 최지연
- 특수분장: 김현경
- 타이틀: 여성재
- 분장-헤어: 김현경
- 분장팀: 최명진
- 의상: 이수연
- 의상: 김현경
- 조명장비: 이준열
- 음악부문: 김민태
- 운송: 형성석
- 예고편: 김수미
- 시각효과부문: 주작
- 발전차: 이동춘
- 마케팅부문: 김지완
- 마케팅부문: 임상희
- 로케이션매니저: 김태영
- 그립팀: 임영규
- 음향부문: 정희구
- 예고편: 이승호
- 시각효과부문: 이준석
- 마케팅부문: 김홍섭
- 로케이션매니저: 이창민
- 디지털처리부문: 신충섭
- 그립팀: 김현우
- 차량대여: 방영근
- 음향부문: 박광희
- 예고편: 장정욱
- 시각효과부문: 조용석
- 마케팅부문: 유주희
- 로케이션매니저: 강정호
- 디지털처리부문: 이용기
- 음향부문: 이지은
- 예고편: 노성언
- 시각효과부문: 노극태
- 마케팅부문: 신유미
- 디지털처리부문: 박진호
- 음향부문: 조선희
- 시각효과부문: 김용우
- 마케팅부문: 이영균
- 디지털처리부문: 김형석
- 시각효과부문: 조숙영
- 마케팅부문: 안애미
- 디지털처리부문: 장태희
- 시각효과부문: 이효민
- 마케팅부문: 이영빈
- 디지털처리부문: 노승미
- 시각효과부문: 이희범
- 디지털처리부문: 이혜민
- 시각효과부문: 김태규
- 디지털처리부문: 옥임식
- 시각효과부문: 송기현
- 디지털처리부문: 김기석
- 시각효과부문: 김형
- 디지털처리부문: 나종찬
- 디지털처리부문: 박상수
- 디지털처리부문: 김태성
- 디지털처리부문: 김승원
- 디지털처리부문: 김용범
- 디지털처리부문: 김기문
- 매니저부문: 함성배
- 매니저부문: 김대원
- 매니저부문: 장재용
- 매니저부문: 김민종
- 매니저부문: 장석구
- 매니저부문: 김상훈
- 매니저부문: 이진호
- 매니저부문: 한승연
- 매니저부문: 장민석
- 매니저부문: 김현
- 매니저부문: 박지훈
- 매니저부문: 이준석
- 메이킹: 최고은
- 배역: 김상은
- 스타일리스트: 김현경
- 보험: 윤경보
- 콘티: 황문석